# Джоволь
Джоволь (фр. Djewol) — небольшой город на юге Мавритании, на территории области Горголь. Входит в состав департамента Каэди.

## Географическое положение
Город находится в западной части области, на правом берегу реки Сенегал, вблизи границы с Сенегалом, на расстоянии приблизительно 350 километров к юго-востоку от столицы страны Нуакшота. Абсолютная высота — 20 метров над уровнем моря.

## Население
По оценочным данным 2013 года численность населения города составляла 9 973 человек.
Динамика численности населения города по годам:
| 1997  | 1998  | 2013  |
| ----- | ----- | ----- |
| 6 265 | 6 440 | 9 973 |

## Транспорт
Ближайший аэропорт расположен в городе Каэди.